# Araneus phlyctogena
Araneus phlyctogena är en spindelart som beskrevs av Simon 1907. Araneus phlyctogena ingår i släktet Araneus och familjen hjulspindlar. Inga underarter finns listade i Catalogue of Life.